# Fédération algérienne d'athlétisme
La Fédération algérienne d'athlétisme regroupe l’ensemble des clubs ayant pour objet la pratique de l’athlétisme en Algérie.
Après l'indépendance de l'Algérie en 1962, la charge de structurer le sport algérien est donnée à Abdoun Mahmoud, membre du Mouloudia Club d'Alger ; ce dernier avec l'aide d'Agoulmine Mustapha et de Mghezzi Chaâ Tayeb vont fonder la Fédération Algérienne d'Athlétisme dont Agoulmine Mustapha deviendra le premier président.
Elle est affiliée à la fédération internationale d'athlétisme depuis 1963, et depuis 1974, elle est membre actif de la Confédération africaine d'athlétisme (CAA) qui gère les compétitions au niveau continental. Elle est également membre de l'Union arabe d'athlétisme qui organise les Championnats panarabes d'athlétisme.

### Présidents de la FAA
- Abdelhakim Dib ( - février 2021)[1]
- Yacine Louail (février 2021 - mai 2025)[1]
- Farid Boukaïs (28 juin 2025 - )[1]

### Articles annexes
- Records d'Algérie d'athlétisme
- Union méditerranéenne d'athlétisme
- Union Maghrébin d'athlétisme
- Union Arabe d'athlétisme